# Envenenamiento de ruta

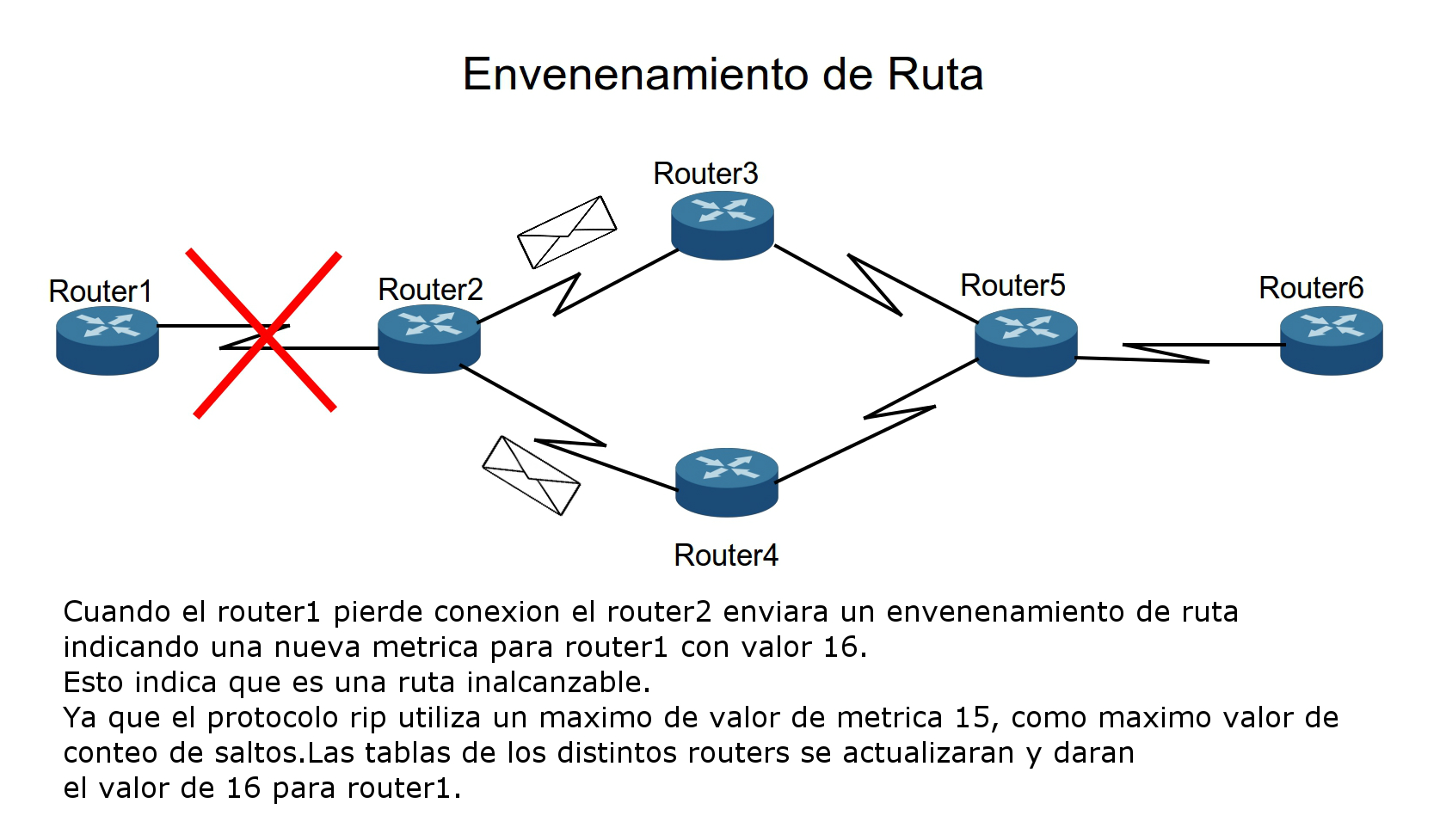
Esquema de envenenamiento en ruta

El envenenamiento de ruta o «route poisoning» se utiliza como un método práctico para evitar Routing Loops. El mismo es utilizado por los protocolos de enrutamiento.
En este caso se menciona el envenenamiento de ruta para el protocolo por vector de distancia con clase rip.
El envenenamiento utiliza la métrica máxima en este caso 16 para protocolo rip, para indicar que se trata de una ruta inalcanzable.
Se interpretará como inalcanzable una métrica que esté especificada como valor máximo.
También sirve para resolver de forma rápida la convergencia entre nodos, ya que no debe esperar el proceso de cuenta a "infinito", para descartar un paquete, sino que los dispositivos serán alertados sobre la ruta «envenenada» de destino inalcanzable, por ser de métrica 16.
Ya sea por cambios en la topología o caída de interfaces, El envenenamiento de ruta resulta una práctica muy común que servirá para la coherencia de rutas mientras los dispositivos convergen.
- Datos: Q7371590